# Уреаплазма
Уреаплазма (Ureaplasma) — специфічний мікроорганізм (Mollicutes), що викликає захворювання уреаплазмоз. За своїми властивостями уреаплазма займає проміжне положення між вірусами і одноклітинними мікроорганізмами, є мембранним паразитом. Мають цитоплазматичну мембрану, але не мають клітинної стінки. Є аналог мікрокапсули. Тропний до клітин епітелію сечовивідних шляхів. Існує 8 підвидів, але уреаплазмоз може викликати лише Ureaplasma urealyticum (уреаплазма уреалітікум). Останнім часом є припущення про роль уреаплазми в невиношуванні вагітності і передчасних пологах.
Уреаплазми це крихітні бактерії, за розмірами не набагато перевищують більшість вірусів, не мають власної клітинної стінки. Мають тришарову цитоплазматичну мембрану, прокаріотичний нуклеоїд та власні рибосоми. Відносяться до транзиторної мікрофлори слизових оболонок статевих органів і сечових шляхів людини.
Підвиди уреаплазми:
- Ureaplasma canigenitalium
- Ureaplasma cati
- Ureaplasma diversum
- Ureaplasma felinum
- Ureaplasma gallorale
- Ureaplasma loridis
- Ureaplasma parvum
- Ureaplasma urealyticum